# Rio Ceccano
L'Associazione Sportiva Dilettantistica Rio Ceccano è una polisportiva italiana con sede a Ceccano in provincia di Frosinone, particolarmente nota per la propria sezione di calcio a 5.

## Storia
La società nasce a Ceccano negli anni '90 come Sporting Club Rio Calcio a 5. La squadra vince nella stagione 1999-00 il campionato regionale, venendo promossa nella Serie B nazionale. Al primo anno di partecipazione la squadra raggiunge la finale della Coppa Italia di categoria, persa tuttavia per mano della Luparense. Dopo sette stagioni consecutive, alcune delle quali concluse con la retrocessione e la conseguente domande di ripescaggio, nell'edizione 2006-07 il Rio Ceccano vince il proprio girone, conquistando il diritto di prendere parte al campionato di Serie A2. Nella seconda categoria nazionale la compagine volsca si ambienta presto, disputando tre stagioni con piazzamenti nella metà alta della classifica, raggiungendo nella stagione 2009-10 un quinto posto; nel primo turno dei play-off il Città di Ceccano è tuttavia eliminato dallo Sport Five che vincerà poi il torneo.
Nell'estate del 2010 la società opera una fusione con il Minturno, neopromosso nella serie C1 regionale: nasce così il "Città del Golfo Calcio a 5" con sede a Castro dei Volsci. L'unione d'intenti riguarda solamente la prima squadra maschile poiché la società continua la sua attività nel settore giovanile e nel calcio a 5 femminile.

## Statistiche e record
Si riportano di seguito le partecipazioni ai campionati nazionali disputati dalla società.
| Livello | Categoria | Partecipazioni | Debutto   | Ultima stagione |
| ------- | --------- | -------------- | --------- | --------------- |
| 2º      | Serie A2  | 3              | 2007-2008 | 2009-2010       |
| 3°      | Serie B   | 7              | 2000-2001 | 2006-2007       |

## Organigramma
- Presidente: Vladimiro del Brusco
- Presidente onorario: Augusto Ricci
- Segretario: Fausto Di Galante
- Direttore Sportivo:Enzo Vanacore
- Sponsor Tecnico: Gems
- Addetto Stampa: Daniele Porcelli